# قدم-فدان
قدم فدان هو وحدة حجم لا تتبع نظام الوحدات الدولي لوحدات القياس تستخدم بشكل شائع في الولايات المتحدة والمملكة المتحدة و في دول أنجلوسفير للإشارة إلى موارد المياه على نطاق واسع، مثل الخزان مائي والقنوات المائية مقنطرة والقنوات معبر مائي وسعة تدفق المجاري  وتدفقات الأنهار.
قدم فدان يساوي ما يقرب من ثمانية حارات حمام السباحة ، 25 م (82 قدم) طول ، و16 م (52 قدم) عرض و 3 م (9.8 قدم) عمق.

1 آكر قدم
= 43560 قدم مكعب
= 271315 غالون الأمبراطوري
= 325850 غالون الأمريكي
= 1233482 لتر
= 1233,49 متر مكعب
= 1633,34 ياردة مكعب
= 75271680 بوصة مكعبة
= 12 آكر بوصة